# Parafia św. Jana Chrzciciela w Pawłowicach Śląskich
Parafia św. Jana Chrzciciela w Pawłowicach – katolicka parafia w dekanacie pawłowickim.

## Historia
Została utworzona 25 października 1293 roku, kiedy to wydzielony został 1 łan wolny od powinności względem suwerena jako dotacja na rzecz proboszcza i kościoła. Datę tę więc uznaje się jako początek istnienia parafii w Pawłowicach.
Została wymieniona w spisie świętopietrza sporządzonym przez archidiakona opolskiego Mikołaja Wolffa w 1447 pośród innych parafii archiprezbiteratu (dekanatu) w Żorach pod nazwą Pawlowicz.
W parafii działają następujące wspólnoty: Rada Parafialna, Duchowa Adopcja Dziecka Poczętego, Zespół Charytatywny, Oaza, Dzieci Maryi, Schola, Ministranci, Akcja Katolicka, Oaza Rodzin oraz Chór Animato.
Na terenie parafii znajduje się Dom Zgromadzenia Sióstr Służebniczek NMP, które do parafii przybyły 22 maja 1916. W latach 1925–26 budowano klasztor nazwany „Zakładem Serca Jezusowego”. Z powodu działań wojennych w 1945 roku siostry ewakuowano. W tym czasie budynek został ograbiony i częściowo uszkodzony. Obecnie siostry prowadzą m.in. ochronkę.

## Proboszczowie
- ks. Karol von Kloch (1788-1829)
- ks. Jan Antlauf (1834-?)
- ks. Józef Rasim administrator (1852-1857), proboszcz (1857-1899)
- ks. Wiktor Loss (1899-1932)
- ks. Jan Niedziela (1932-1942)
- ks. Józef Szubert substytut (1939-1940)
- ks. Antoni Jochemczyk substytut (1940-1942), administrator (1942-1945)
- ks. Roman Kopyto administrator (1945-1946)
- ks. Jerzy Reginek administrator (1946-1948)
- ks. Antoni Jochemczyk administrator (1948-1950)
- ks. Jan Fuchs administrator (1950-1954)
- ks. Franciszek Jarczyk tymczasowy administrator (1954)
- ks. Sylwester Durczok administrator (1954-1957)
- ks. Edmund Kurzeja administrator (1957-1961), proboszcz (1961-1978)
- ks. Gerard Wochnik (1978-2003)
- ks. Florian Ludziarczyk (2003-2012)
- ks. Eugeniusz Paruzel (2012-nadal)